# Andrea Grandoni
Pour les articles homonymes, voir Grandoni.
Andrea Grandoni, né le 23 mars 1997 à Saint-Marin (Saint-Marin), est un footballeur international saint-marinais qui évolue au poste d’arrière gauche à La Fiorita.

## Biographie

### Carrière en sélection
Le 1er septembre 2017, Grandoni fait ses débuts avec le Saint-Marin lors d'un match des éliminatoires de la Coupe du monde de football 2018 face à l'Irlande du Nord (défaite 0-3),,.